# Dice Con
Дайс Кон — це фестиваль настільних ігор, який відбувається щороку у Львові. Вперше проведений у 2023 році. Захід об’єднує видавців, авторів, гравців і поціновувачів настільних ігор з усієї України.

## Історія
Перший «Дайс Кон» був ініційований львівським автором та ресторатором Андрієм Гудимою. Після початку повномасштабного вторгнення РФ у 2022 році він мобілізувався до лав ЗСУ, де загинув на фронті. Його ініціативу продовжили друзі та однодумці, реалізувавши задум фестивалю після його смерті.

## Формат фестивалю
Фестиваль «Дайс Кон» включає:
- ігрові зони;
- ярмарок з хендмейду;
- зону малювання мініатюр;
- тематичні лекції.[3]

## Проведення

### 2023
Перший фестиваль було проведено на честь пам’яті Андрія Гудими. Попри труднощі та фінансові витрати, організатори відзначили наявність суспільного запиту на подібні заходи. Згодом учасники ініціативи об’єдналися в громадську організацію, яка наразі є офіційним організатором фестивалю.

### 2024
Другий «Дайс Кон» тривав з 30 серпня по 1 вересня у Львівському палаці мистецтв. Тематикою організатори обрали українське фентезі.

### 2025
29–30 березня у Львові відбувся фестиваль «Дайс Кон Старт», організований для новачків. Подія проходила у школі східних мов та бойових мистецтв «Будокан». На фестивалі представили настільно-рольові ігри, клуб колекційних карткових ігор «Отавара», ігри від розробника Сергія Сідуна, ігротеку від магазину «Хобі Монстр», східні настільні ігри, зону Wargames та інші активності.

## Значення і вплив
Фестиваль «Дайс Кон» виконує важливу соціальну функцію — формує спільноту однодумців.